# 大東急

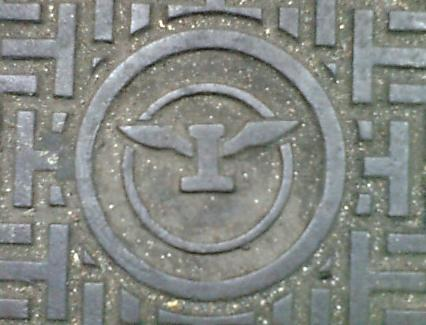
渋谷のマンホールに「大東急」解体後も残る、大東急時代の東急社章（2008年）

大東急（だいとうきゅう）とは、陸上交通事業調整法による戦時統制下の東京急行電鉄（現・東急、鉄軌道事業は東急電鉄に分割）を指す言葉。五島慶太がその総帥。

## 概要
1942年（昭和17年）、東京横浜電鉄は陸上交通事業調整法の趣旨に基づき、同じ五島慶太が経営していた小田急電鉄および京浜電気鉄道を合併。さらに、1944年（昭和19年）には京王電気軌道を合併。また1945年（昭和20年）には子会社で経営基盤が脆弱であった相模鉄道の経営を受託。その営業範囲は東横の元々のテリトリーであった東京市南西部および川崎・横浜に加え、八王子や町田・府中など東京多摩地域の中央本線より南側や、小田原・横須賀など神奈川県の大部分に及ぶものとなった。大東急時代の鉄道路線は、現在の東急電鉄のものに加え、京王電鉄・小田急電鉄・京浜急行電鉄・相模鉄道に該当する。
さらには、以下の企業をその傘下に収めた。
- 東京都南西部と多摩南部・神奈川県全域・静岡県中部および群馬県草津・長野県軽井沢地区の私鉄
  - 江ノ島電気鉄道[6]、箱根登山鉄道[6]、静岡鉄道[6]、大山鋼索鉄道[6]、草軽電気鉄道（現・草軽交通）[7]
- バス路線
  - 関東乗合自動車（現・関東バス）[8]、東都乗合自動車（現・国際興業バス）[8]、東海道乗合自動車・藤沢自動車・伊勢原自動車[8]（統合し神奈川中央乗合自動車、現・神奈川中央交通）
- 上記の私鉄バス事業および子会社、タクシー会社
  - 日本交通[8]、神奈川都市交通
- 陸運会社
  - 品川運送・城南運送・東横運送・東京砂利運送・厚木通運・相鉄運輸[9]（以上、現・SBSロジコム）
  - 横浜西部運送・小田原運送・平塚運送・相模運送・横須賀運送[9]（以上、現・SBSフレイトサービス）
  - 横浜東部運送（現・東部ネットワーク）、王子運送、城北運送[9]

太平洋戦争後、私的独占の禁止及び公正取引の確保に関する法律（独占禁止法）および過度経済力集中排除法が公布されたが、鉄道事業者である大東急は適用対象外となった。しかし鶴川一郎（後の小田急バス社長）を筆頭に旧小田急電鉄従業員を中心とした分離独立を求める動きが旧小田急のみならず旧京王・旧京浜でも高まり、企業分割を巡り社内が混乱した。さらに大東急の路線は私鉄の中でとりわけ空襲による被害が大きく、これをすべて復旧する資金を一企業が調達するのには限界があった。結局、公職追放を受けていた五島慶太は、会社を分けることで東急各線の復旧が早まると判断し、この意を受けた大川博（当時専務）の案により会社は再編成され、1948年（昭和23年）6月1日、京王帝都電鉄・小田急電鉄・京浜急行電鉄の3社が分離独立し、ほぼ1939年（昭和14年）当時の東京横浜電鉄の路線のみが東急の路線として残り、現在の形となった。
それ以外の私鉄も統合前の形に基本的には復することになったが、鉄道路線では元小田急電鉄の帝都線であった井の頭線が京王帝都電鉄（現・京王電鉄）の所属となったり、バス路線でも旧東横乗合の路線のうち京王線以北が京王帝都電鉄に、東海道本線より海側が京浜急行電鉄の所属となったように、若干の変化はあった。

## 成立と解体の経緯
東京急行電鉄の直系前身となる会社は、デベロッパー・田園都市株式会社の開発した分譲地と省線（現在のJR）を結ぶための鉄道線として1922年（大正11年）に設立された目黒蒲田電鉄（目蒲電鉄）である。翌1923年（大正12年）に目黒 - 蒲田間（目蒲線、後の目黒線および東急多摩川線となる）を開業したが、それと並行する形で池上電気鉄道が1922年（大正11年）から1928年（昭和3年）にかけて蒲田 - 五反田間の路線を開業させた。これにより、両者は競合関係になる。付帯事業である乗合バスまで含めた競争は、目蒲代表者の五島慶太が池上電鉄の大口出資者である東京川崎財閥を口説き落として、1934年（昭和9年）に漸く併呑する形で収拾、池上電鉄の路線は自社の池上線とした。この「敵を身内にしてしまう」やり方は、主に株式の買い占めを図ることで行われた。
次いで、目蒲の姉妹会社である（旧）東京横浜電鉄（東横電鉄、現在の東横線の母体）と、玉川電気鉄道（玉電、後の田園都市線の一部と世田谷線の母体）が渋谷開発を巡り衝突した。東横電鉄の東横百貨店開業に対抗し、玉電は二幸を誘致して玉電食堂ビルを建設した。また、東横乗合と玉電バスも路線が錯綜し競合していた。玉電は東横に対抗すべく、路線が隣接しておりかつ同じ井上篤太郎が経営していた京王電気軌道と結託した。このような対立関係が続く中、五島はまた東京高速鉄道の建設といった案件を抱えており、同社渋谷駅を建設するためには、玉電の協力が不可欠であった。こうして、五島は玉電の大株主である千代田生命保険に働きかけ、大量の同社株式を取得した。これで企業乗っ取りは成功し、1936年（昭和11年）玉電は東横電鉄に合併された。また、これで東横電鉄と京王は関係会社同士になったが、五島と井上は依然として敵対関係であり、手を携えるどころか、逆に主として乗合バス事業の面で大いに対立していた。
上記でも触れた東京高速鉄道（後に帝都高速度交通営団を経て現在の東京地下鉄）は、渋谷 - 新橋 - 東京間の地下鉄建設を行う会社として、大倉財閥を背景に設立された会社で、東横電鉄の経営で実績のあった五島が常務（事実上の代表者）に迎えられた。五島は、東京高速鉄道の新橋以東の路線をすでに浅草 - 神田 - 新橋間で開業していた東京地下鉄道と結んだ方が良いと判断し、先方と交渉に及び直通することで合意したが、東京地下鉄道側は京浜電気鉄道と結んで京浜地下鉄道を設立し、新橋から品川方面への延伸計画を発表した。
約束を反故にされた形の五島は、直ちに東京地下鉄道の提携先である京浜電気鉄道株式の買い占めにかかり、まず同社の大株主であった前山久吉（内国貯金銀行頭取で、後に衆議院議員となった森美秀の義父）から株式を譲り受け、次いで同社の実力者である望月軍四郎の説得に当たった。これには前山や鬼怒川水力電気の利光鶴松も荷担し、三者による再三にわたる説得に漸く望月も応じることになり、1939年（昭和14年）4月東京高速鉄道が京浜電気鉄道ならびに姉妹会社である湘南電気鉄道・東京地下鉄道を傘下に収めることになった。
なお、東横電鉄と京浜電鉄は川崎乗合自動車の経営を巡って争ったことがあり、また大森地区や江ノ島地区で乗合バス事業が競合していた。また、目黒蒲田電鉄は（旧）東京横浜電鉄を合併して名称を逆に（新）東京横浜電鉄に改称し、京浜電気鉄道もまた湘南電気鉄道・湘南半島自動車を合併。統制経済に伴う企業の集約化が進んだ（東横電鉄を略して東横と呼び、一時は子会社の社名に東急ではなく東横が使われたこともある）。これら一連の企業買収、企業乗っ取りで五島はその手腕の強烈さから、苗字をもじって強盗慶太との異名をとった。
鬼怒川水力電気の利光鶴松は上記の通り、五島の良き理解者であったが、自らが手掛けた山東半島の金鉱開発事業が経営上大きな負担となり、また主業であった電力事業が国家買収されたため、以降は採算の乏しい小田急電鉄だけとなってしまった。利光は同社の先行きは不透明であるが、高齢もあって自らの手での再建は難しいと考えた。このため引退を決意し、事業の一切を五島に引き継ぐこととした。
こうして1941年（昭和16年）9月、五島は小田急社長に迎えられ、同社の再建を担うことになった。
東横・京浜・小田急の3電鉄は全く異なる沿革を持ちながら、同一人物が経営することとなったため、経営の合理化と陸上交通事業調整法の趣旨に則って、合併することとなった。1942年（昭和17年）5月1日、三社合併が成立して「大東急」が誕生した。このとき、東横の一株主から「小田急の如き業績の悪い会社と1対1の比率で合併するのは企業価値を損ねる。」と反対されている。
陸上交通事業調整法の指定では、中央線以南が一ブロックとなっていたが、この地区では東急のほかには京王が存続していた。両社は関係会社であったが、既述の通り実態は反目し合う仲であった。京王の大株主は大日本電力の穴水熊雄であったが、穴水は以前東京地下鉄道株を五島に譲渡したこともあり、今回も五島に京王株を譲渡することに異存はなかった。しかしながら、穴水も事実上の実力者である井上篤太郎の意向を無視できず、結局五島は井上の説得にかかった。これまでも井上は「我が城（京王）は小さくともダイヤモンドだ。東京急行は規模はでかいかも知れないが瓦礫の山だ。」と言って合併話に取り合わなかったものの、戦時統制の波に京王が抗しきることはできず井上も合併を了承。1944年（昭和19年）5月31日遂に京王電気軌道は東急に合併した。
中央線以南ブロックでは、このほかに南武鉄道・鶴見臨港鉄道などの浅野財閥系の電鉄会社があった。南武鉄道も東急の関係会社ではあったが、京王同様実態は競合関係にあった。五島は南武の主要株主にも役員にもなっていたが、旧東京横浜電鉄と南武との協力関係はほとんどなかった。鶴見臨港鉄道は旧京浜電気鉄道とは関係があったが、旧東京横浜電鉄とは川崎乗合自動車の経営権を巡って対立関係にあった。浅野系電鉄会社各社は戦時買収で省線に組み入れられたため、大東急に加わることはなかった（ただし、この買収を仕掛けたのは東條英機に請われて運輸通信大臣に就任していた五島である）。
五島の公職追放やそれに伴う終戦後の処理が後手に回る等、大東急は経営が行き詰っていた。東急本社では、戦災復旧、郊外への人口移動による輸送力増強などの喫緊の課題が山積し、資金調達問題も絡み、買収・合併により編入した各線が東急本社の重荷になっていた。ここで東急社内や労働組合でも、事業規模を適正化して戦後復興を早めるべきとの声があがり、東急本社は大東急の分割再編成を決定するに至った。
1948年（昭和23年）に大東急から京急・小田急・京王の3社が分離することとなった。
なお、経営民主化を目的として一部傘下企業については、大東急の解体前後に東急の持株を当該企業の役職員が買い取って、大東急傘下から独立した。この中にはのちに再び東急グループに復する会社（のちの日本貨物急送となる厚木通運など）や、一応独立するがしばらく東急の衛星企業で推移した会社（静岡鉄道・関東バス・神奈川都市交通 など）、独立後小田急の傘下に入った会社（江ノ島電鉄・神中興業）、完全独立を果たした会社（相模鉄道・東部ネットワーク・王子運送 など）などがある。日本交通のように、その後も名目上東急グループに長期間籍を置きながら、この時期に事実上独立を果たしていた会社もある。

## 大東急の名残
- 大東急の名残として、旧大東急系の健康保険組合である「東京西南私鉄連合健康保険組合」の存在が挙げられる。同健保組合は1935年4月1日設立の「東横目蒲電鉄健保組合」を母体とし[26]、東急電鉄（東急、東急バス）、京王電鉄、京浜急行電鉄、相模鉄道（相鉄ホールディングス）、東映[注釈 7]および関東バスの母体事業所および子会社等を包括した健保組合として存続している[26][27]。
1978年8月までは小田急電鉄系も参加していたが、9月に小田急系は別途小田急グループ健康保険組合を設立。分離独立して現在に至る[26][注釈 8]。
- 旧大東急系の私鉄5社では「神奈川県内大手民鉄5社」という枠組で年末年始の定期外利用実績に関する合同プレスリリースを毎年公表している[28]。なお、京王が神奈川県内に路線網を伸ばしたのは大東急解体後の相模原線建設時である。
- かつては、東急電鉄、京王電鉄、小田急電鉄、京浜急行電鉄に勤務する正規職員に貸与される職務乗車証や、職員の家族に貸与される家族乗車証は、自社の電車・路線バスのみならず、旧大東急系私鉄4社では公式に相互使用することができた。かつての家族乗車証には4社の社紋が表記されていた。現在は自社線のみでしか使用できない。
- 大東急の解体を記念して、1949年には五島慶太の蔵書を元に、旧大東急各社の出資で「大東急記念文庫」が設立された。五島の没後に同じく旧大東急各社の出資で五島美術館が開館すると、大東急記念文庫は同館への併設となり、後に法人も統合している。

## 大東急を構成した路線

### 鉄軌道路線
1945年6月1日時点。管理部（合併当初は「営業局」）は、概ね合併前の各社の営業区域に応じて設置されていた。

#### 営業線
渋谷管理部
- 東横線：渋谷駅 - 桜木町駅
- 井ノ頭線
  - 渋谷駅 - 吉祥寺駅
  - 代田二丁目駅 - 世田ヶ谷中原駅（代田連絡線） ※非旅客線
- 玉川線
  - 渋谷駅 - 二子玉川駅
  - 三軒茶屋駅 - 下高井戸駅（下高井戸線）
  - 二子玉川駅 - 砧駅（砧線）
  - 渋谷駅前駅 - 天現寺橋駅（天現寺橋線） ※東京都交通局に運行委託
  - 渋谷橋駅 - 中目黒駅（中目黒線） ※東京都交通局に運行委託

目黒管理部
- 目蒲線：矢口渡駅 - 目黒駅
- 大井町線：大井町駅 - 溝ノ口駅
- 池上線：五反田駅 - 蒲田駅

品川管理部
- 湘南線（1943年5月までは品川線、旧京浜線）[注釈 9]
  - 品川駅 - 横浜駅
  - 京浜蒲田駅 - 穴守駅（穴守線）
  - 京浜川崎駅 - 桜本駅（大師線）

横浜管理部
- 湘南線
  - 横浜駅 - 浦賀駅
  - 金沢八景駅 - 湘南逗子駅（逗子線）
  - 横須賀堀内駅 - 湘南久里浜駅（久里浜線）

新宿管理部
- 小田原線
  - 新宿駅 - 小田原駅
  - 稲田登戸駅 - 登戸駅（登戸連絡線） ※非旅客線

路線網（1945年6月1日）

- 江ノ島線：相模大野駅 - 片瀬江ノ島駅

京王管理部
- 京王線
  - 京王新宿駅 - 東八王子駅
  - 調布駅 - 京王多摩川駅（多摩川支線）

相模管理部
（相模鉄道より運営受託）
- 厚木線
  - 横浜駅 - 海老名駅
  - 相模国分駅 - 厚木駅 ※非旅客線

#### 休止線
目黒管理部
- 目蒲線：蒲田駅 - 矢口渡駅間 1945年6月1日休止

京王管理部
- 御陵線：北野駅 - 多摩御陵前駅 1945年1月21日休止

#### 計画線
いずれも京浜急行電鉄が継承したが久里浜線延長部（湘南久里浜駅 - 飯森駅間）以外は未成に終わっている。
横浜管理部
- 湘南線
  - 金沢八景駅 - 鎌倉八幡駅（鎌倉線）
  - 湘南逗子駅 - 林駅 - 飯森駅（葉山線）
  - 湘南久里浜駅 - 飯森駅 - 三崎駅（三崎線）
- 衣笠線[33]（武山線）：衣笠駅 - 林駅

### バス営業所
- 東京都（東京支部所管）
  - 中野営業所（現・京王バス中野営業所）
  - 淡島営業所（現・東急バス淡島営業所）
  - 不動前営業所（のち東急バス不動前営業所、1969年廃止）
  - 目黒営業所（現・東急バス目黒営業所）
  - 中延営業所（のち東急バス中延営業所、1981年廃止）
  - 神明営業所（現・東急バス荏原営業所）
  - 高輪営業所（京浜急行電鉄時代に移転。現・京浜急行バス羽田営業所）
  - 池上営業所（現・東急バス池上営業所）
  - 国分寺営業所（京王帝都電鉄時代に移転。現・京王バス府中営業所）
  - 八王子営業所（現・京王電鉄バス八王子営業所）
- 神奈川県（神奈川支部所管）
  - 川崎営業所（のち東急バス川崎営業所、2010年廃止）
  - 杉田営業所（現・京浜急行バス杉田営業所）
  - 堀ノ内営業所（現・京浜急行バス堀内営業所）
  - 衣笠営業所（現・京浜急行バス衣笠営業所）
  - 久里浜営業所（現・京浜急行バス久里浜営業所）
  - 鎌倉営業所（現・京浜急行バス鎌倉営業所）
  - 逗子営業所（現・京浜急行バス逗子営業所）
  - 三浦営業所（現・京浜急行バス三崎営業所）

なおこの他に、川崎線（八丁畷駅 - 川崎駅 - 京浜川崎駅 - 旧小美屋前、砂子一丁目 - 砂子二丁目、八丁畷駅 - 京町 - 日ノ出町（現・朝日町） - 富士電機前、八丁畷駅 - 池田町 - 京町北角（京町一丁目） - 京町南角（京町二丁目） - 平安町南角 - 平安町北角 - 池田町 - 八丁畷駅、平安町南角 - 平安町（ゴム通り入口）、京町 - 京町南角) 、相武台線（南林間駅 - 相武台前駅、相武台前駅 -  士官学校前 - 新戸 - 相武台前駅、小田急相模原駅 - 国立病院）があり、運休中のまま前者は京浜急行電鉄、後者は小田急電鉄がそれぞれ継承したが、いずれも運行再開されることなくそのまま廃止された。なお、前者沿線は川崎鶴見臨港バス（京急系）、後者沿線は神奈川中央交通（小田急系）の手により、いずれも代替に近い形で運行されている。

## 鉄道車両
大東急成立時に車両番号が旧各社で重複するため、一斉に改番を行った。車両の一覧は大東急の鉄道車両一覧を参照。
| 旧東京横浜電鉄（玉川線）       | 1 - 999     |
| 旧小田急電鉄（井の頭線を含む） | 1000 - 1999 |
| 旧京王電気軌道                 | 2000 - 2999 |
| 旧東京横浜電鉄                 | 3000 - 3999 |
| 旧京浜電気鉄道                 | 5000 - 5999 |

大東急再編成後も、引継後の各社は大東急時代の車番を継承した。すなわち、小田急旧1000系、京王旧1000系（井の頭線）旧2000系（京王線）、東急旧3000系などである。なお、京浜急行は5000を引いた車番で継承した。京急230形などがそれである。
また、再編成後の4社とも電動車の記号として「デハ」を使用しているほか、再編成後の車両も東急車輛製造（現・JR東日本傘下の総合車両製作所）で生産された。